# Bisharin
Bisharin és una de les principals tribus del poble beja (beges) que ocupen els turons de l'Atbay a la vora de la mar Roja i les ribes del riu Atbara. Està dividida en dos clans principals: els Umm Ali (a l'Atbay) i els Umm Nadji (a l'Atbay i regió de l'Atbara).
Es van establir al Atbay al segle xv expulsant als Balaw. A la regió de l'Atbara s'hi van instal·lar per la força de les armes sota la direcció d'Hamdan Imran vers 1760-1770. Els bisharin d'Atbara van quedar sota domini egipci en temps de Muhammad Ali Pasha però els de l'Atbay van restar independents. Al segle xix els dos grups van quedar separats per l'expansió dels Ummarar. Els bisharin d'Atabara van participar en la guerra a favor de Muhàmmad Àhmad mentre els altres van restar al marge. Sota el condomini van ser considerats dos grups separats. El 1928 els britànics van decidir nomenar un sol cap (nazir) pels dos grups.